# 149.ª Brigada Mixta (Ejército Popular de la República)
La 149.ª Brigada Mixta fue una unidad del Ejército Popular de la República creada durante la Guerra Civil Española. Desplegada en los frentes de Madrid, Aragón y Cataluña, la brigada no tuvo un papel relevante en la contienda.

## Historial
La unidad fue creada en mayo de 1937, en el frente de Madrid, a partir de uno de los batallones de la 75.ª Brigada Mixta. El mando de la unidad recayó inicialmente (durante el periodo de instrucción) en el comandante de infantería Enrique García Villanueva, sustituido poco después por el mayor de milicias Santiago Tito Buades; por su parte, la jefatura de Estado Mayor recayó en el capitán de infantería Juan Bautista Piera Reus. La 149.ª Brigada Mixta, que estuvo compuesta por elementos anarquistas, fue asignada a la 6.ª División del II Cuerpo de Ejército. Durante meses la brigada permaneció situada en el frente de Madrid, sin participar en operaciones militares.
En marzo de 1938, tras el comienzo de la ofensiva franquista en el frente de Aragón, la 149.ª BM fue enviada como refuerzo al sector amenazado. El 24 de marzo, sin embargo, perdió la localidad de Velilla de Ebro ante el empuje enemigo y debió retroceder. Para el día 26 se hallaba defendiendo el sector comprendido entre Fraga y el río Ebro. Agregada brevemente a la subagrupación que mandaba el teniente coronel Jesús Liberal Travieso, llegó a participar en la defensa de Lérida. Con la caída de la ciudad todos sus efectivos cruzaron al otro lado del río Segre. Posteriormente pasó a quedar agregada a la 16.ª División del XII Cuerpo de Ejército.
La brigada llegó a tomar parte en la batalla del Ebro. El 27 de julio cruzó el río, relevando a elementos de la 35.ª División Internacional en el sector de Gandesa. El día 31 fue situada frente a Villalba de los Arcos, siendo relevada de este sector el 3 de agosto; a continuación fue destinada a cubrir los accesos a La Fatarella. A mediados de agosto, durante uno de los contraataques franquistas, la 149.ª BM retrocedió desordenadamente —a pesar del hecho de que la unidad se encontraba situada en la retaguardia—. Con posterioridad fue retirada del frente del Ebro junto al resto de unidades de su división y destinada a la reserva, siendo sometida a una reorganización.
En diciembre de 1938, al comienzo de la ofensiva franquista en Cataluña, la 149.ª BM constituía la reserva del sector del situado frente a Serós. Durante el ataque enemigo la unidad abandonó sus posiciones casi sin combatir, en parte arrastrada por la desbandada de la 179.ª Brigada Mixta. El comandante de la unidad, el mayo de milicias Eduardo Pérez Segura, fue fulminantemente destituido y reemplazado por el mayor de milicias Filemont. Los restos de la 149.ª BM se unieron a la retirada general hacia la frontera.

## Mandos
Comandantes
- Comandante de infantería Enrique García Villanueva;
- Mayor de milicias Santiago Tito Buades;
- Mayor de milicias Eduardo Pérez Segura;
- Mayor de milicias Filemont;

Comisarios
- Francisco Agudo;
- Ángel Espolín;
- Mariano Martín Herrero, de la CNT;[9]